# L'atelier del pittore
L'atelier del pittore (L'Atelier du peintre) è un dipinto a olio su tela di Gustave Courbet, realizzato nel 1855 e conservato al Museo d'Orsay di Parigi.

## Storia
L'opera, di dimensioni monumentali (359×598 cm), venne eseguita nel 1855 dal pittore realista Gustave Courbet a seguito di una complessa elaborazione che ha richiesto la stesura di parecchi disegni preparatori. Courbet volle realizzare quest'opera per esporre compiutamente tutte le proprie scelte artistiche, politiche e morali: ciò si capisce dallo stesso titolo completo dell'opera, ufficialmente denominata «L'atelier del pittore, allegoria reale che determina una fase di sette anni della mia vita artistica e morale» (L'Atelier du peintre. Allégorie réelle déterminant une phase de sept années de ma vie artistique et morale.
Dopo averla portata a compimento Courbet decise di presentare l'opera al Salon del 1855, incontrando tuttavia lo sfavore della giuria che, pur accettando diverse altre tele dell'artista, rifiutò questa a causa delle sue dimensioni colossali. Fu proprio quest'affronto a indurre Courbet a esporre tutte le sue opere in una mostra personale in un edificio eretto a sue spese e polemicamente battezzato con il nome «Padiglione del Realismo».

## Descrizione

### Chiave interpretativa
L'opera è ambientata nell "atelier" che in realtà è un vecchio granaio concessogli in uso dal nonno.

### Courbet, la donna, il bambino..

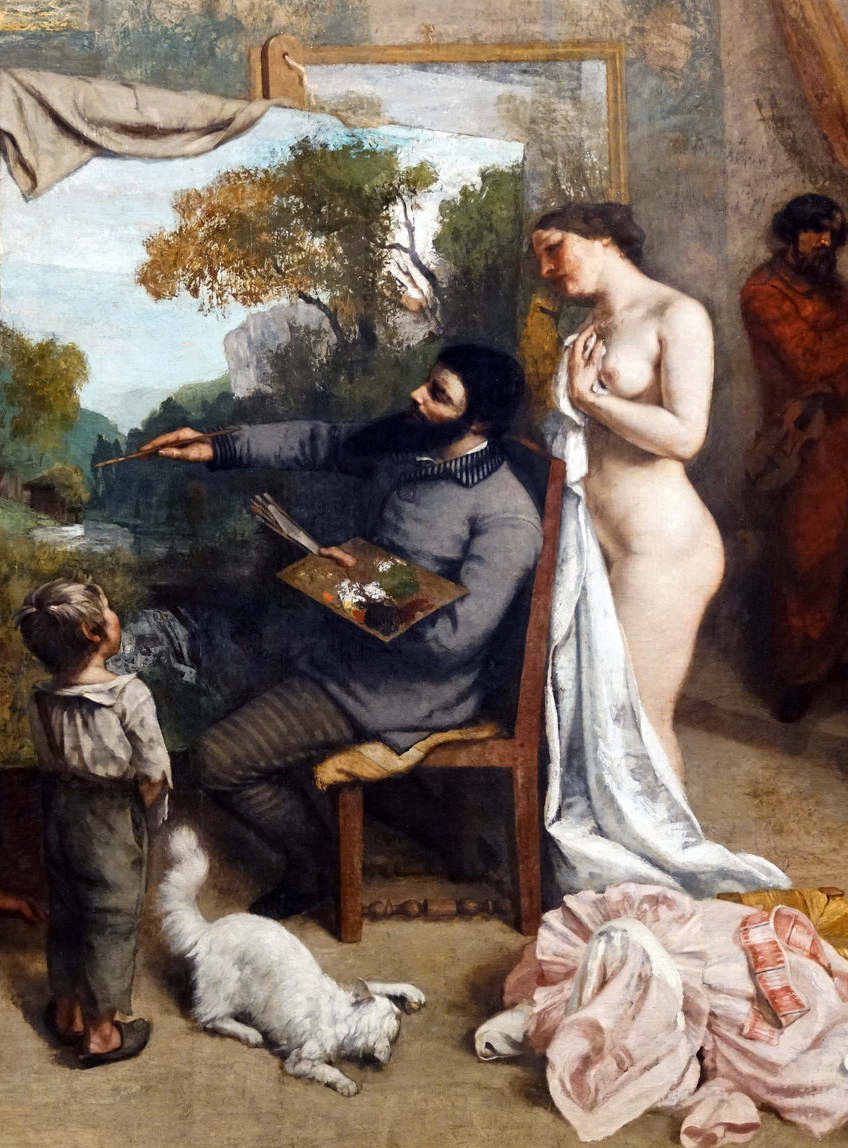
Dettaglio raffigurante Courbet, la donna e il bambino

L'atelier di Courbet, che altro non è che un vecchio granaio messogli a disposizione dal nonno, è infatti popolato da una trentina di personaggi tra i più vari e improbabili, ripartiti secondo tre nuclei omogenei seguendo una composizione complessa e studiata. Al centro troviamo lo stesso Courbet mentre dipinge un paesaggio della sua Ornans natia, che paradossalmente appare più definito e dettagliato dello sfondo reale del granaio. Egli è benevolmente assistito da due figure: una figura femminile, in rappresentanza della «nuda» verità, e un bambino che allude all'innocenza con la quale bisognerebbe accostarsi all'arte. La donna, colta mentre guarda Courbet con tenerezza e partecipazione, è infatti nuda: Courbet, pur compiendo una meditata riflessione sugli archetipi classici (trasparenti i riferimenti alla figura allegorica della Nuda Verità e alle figure femminili di Rembrandt), descrive il corpo della donna con grande realismo e senza alcuna idealizzazione, evidenziandone in modo oggettivo e veritiero anche i lati meno accattivanti. Si può anche notare che la donna, mossa da un istintivo senso di pudore, si copre parzialmente con un velo, e ai suoi piedi troviamo un panno gettato a terra: sono due palesi allusioni al tema dello «svelamento» della Verità.
Di fronte troviamo anche un bimbetto dai vestiti laceri che osserva il quadro pieno di stupore. Si tratta di una citazione quasi letterale dell'espressione «guardare il mondo con gli occhi di un bambino»: in questo modo Courbet intende dirci che bisognerebbe approcciarsi all'arte con ingenuità, innocenza, proprio come farebbe un bambino, senza fossilizzarsi sulla tradizione accademica e sugli studi. Secondo Courbet, quindi, la verità è semplice e innocente, oltre che nuda. A concludere il circolo di figure riunite intorno a Courbet, infine, troviamo un gatto bianco che si stiracchia pigro e sonnacchioso.

### «La gente che vive della vita»

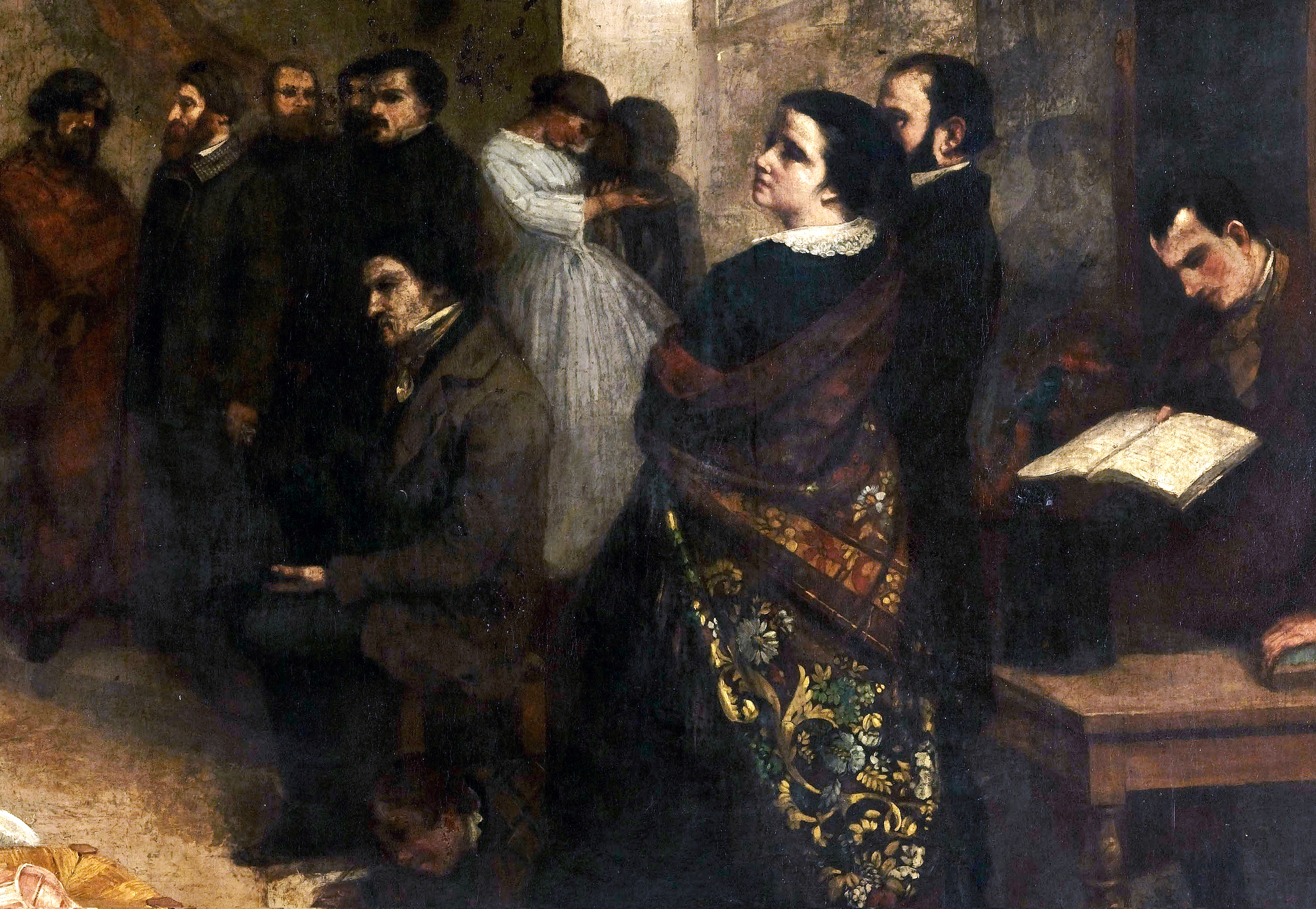
Dettaglio della «gente che vive della vita»

Il resto dei personaggi de L'atelier dell'artista è suddiviso in due gruppi a destra e a sinistra di Courbet, secondo una partizione già operata nelle opere medievali raffiguranti il Giudizio universale. A destra del pittore riconosciamo «la gente che vive della vita», ovvero tutti coloro che erano vivi dal punto di vista intellettuale e spirituale: questo pubblico, in particolare, è composto da quei committenti di Courbet che apprezzavano la sua arte e di cui era pertanto amico.
All'estrema sinistra troviamo Alfred Bruyas, il mecenate di Courbet qui reso immediatamente identificabile dalla sua barba. Baudelaire, il quale ha il capo rivolto verso il basso, molto probabilmente per la presenza di una delle sue amanti all'interno della sala, (simbolo della Poesia) siede su un tavolo assorto nella lettura di un libro, e analogamente Champfleury (autore di un saggio sul Realismo) pure siede su uno sgabello. In primo piano ci sono due visitatori, personificazioni della mondanità e del buon gusto (identificati anche come Apollonie Sabatier e Alfred Mosselman o François Sabatier), mentre vicino alla finestra sono collocati due amanti immersi nel loro idillio amoroso, in rappresentanza dell'universalità dell'amore. Il bambino che dipinge sdraiato a terra si fa metafora non solo dell'apprendimento ma anche di un approccio all'arte veritiero e privo di condizionamenti, maturato naturalmente e non frequentando accademie. Tra gli altri riconosciamo il filosofo Proudhon, raffigurato in posizione frontale, e Promayet, colto mentre suona il violino (allude quindi alla Musica).

### «La gente che vive della morte»

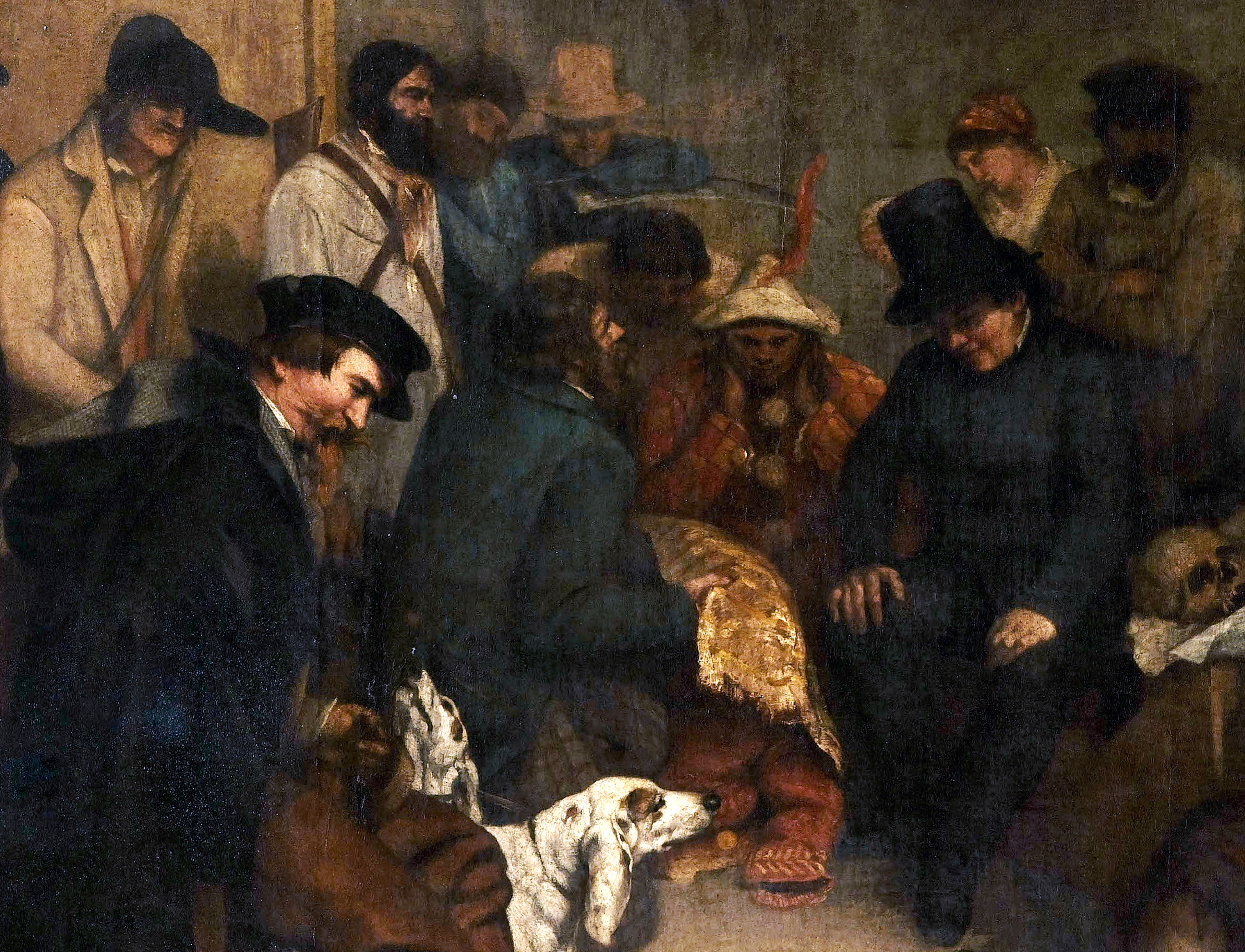
Dettaglio della «gente che vive della morte»

A sinistra, nella parte più fosca del dipinto, troviamo «la gente che vive della morte», ovvero tutti coloro che preferiscono rifugiarsi nei beni materiali, nelle passioni o in una fede dogmatica piuttosto che affrontare la dolorosa presa di coscienza dell'infelicità della loro tragica condizione. Non sono quindi personaggi reali, ma presenze allegoriche che alludono a tutti quelli che conducono una «vita banale» e alle miserie della realtà sociale.
In questa folta schiera di personaggi riconosciamo immediatamente un rabbino, in riferimento alla cecità della religione e all'emarginazione degli ebrei. Vi troviamo come simbolo dello svago anche un bracconiere con i suoi cani, colto mentre guarda una chitarra, un cappello piumato e un pugnale poggiati a terra, con i quali Courbet allude a un Romanticismo ormai tramontato. La prostituta è la personificazione del vizio e della degradazione morale, mentre il mercante qui si fa metafora dell'avarizia e delle bramosie umane. La povera popolana che allatta il bambino è una chiara e spietata allusione alla crisi economica che stava tormentando l'Irlanda in quegli anni, e quindi simboleggia la miseria. Dietro la tela di Courbet, avvolto nell'ombra, è collocato un innaturale manichino, probabilmente utilizzato dal pittore per dipingere la crocefissione o il san Sebastiano: si tratta di un dettaglio che stigmatizza l'arte accademica, giudicata dall'artista falsa e soffocante. Accanto a lui troviamo infine un teschio su un giornale, traduzione in pittura di una celebre citazione del filosofo anarchico Proudhon, amico di Courbet: «i giornali sono i cimiteri delle idee».

## Stile

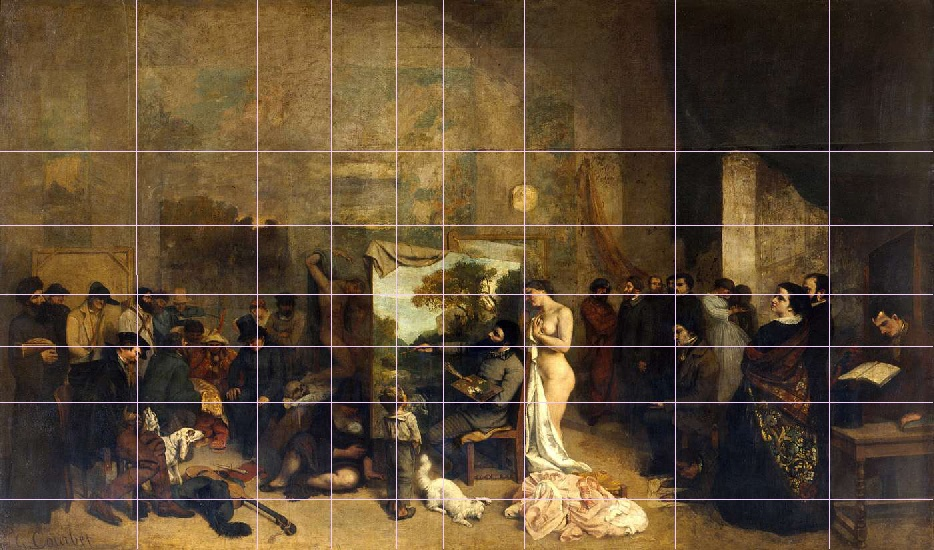
Griglia compositiva dellAtelier del pittore

Ne L'atelier dell'artista la tavolozza di Courbet è prevalentemente composta da tinte scure, brune, «terrestri», liberamente alternate a macchie di colore più pure e luminose. Anche il livello di dettaglio è assai eterogeneo: Courbet, infatti, passa da dettagli rifiniti con grande minuzia e precisione (come nel caso del gatto o dello scialle retto dalla donna nuda) a zone in cui il dipinto non sembra nemmeno completato.
Riscontriamo una situazione analoga anche nel trattamento della materia pittorica, talora levigata con una stesura leggera e distesa, e talora applicata con la spatola, così da dare «fisicità» in zone dense di colori grumosi. L'intera composizione è inondata da una luce soffusa, attenuata, persino polverosa che filtra da una finestra di cui non sappiamo localizzare con esattezza l'origine. L'ambientazione de L'atelier dell'artista, infatti, è descritta sommariamente, sicché l'intero dipinto si carica di un'atmosfera misteriosa, sospesa che dà ampio spazio ad allegorie e simboli.
È interessante notare che Courbet riunì ne L'atelier dell'artista tutti i generi pittorici che prediligeva, nella fattispecie i paesaggi, i ritratti, gli animali, la natura morta e infine le vedute d'interni.